# Lac Nansi
 (février 2025).
Si vous disposez d'ouvrages ou d'articles de référence ou si vous connaissez des sites web de qualité traitant du thème abordé ici, merci de compléter l'article en donnant les références utiles à sa vérifiabilité et en les liant à la section « Notes et références ».
Le Lac Nansi (en chinois 南|四|湖), ou lac Weishan, administré par le comté de Weishan et situé dans la province du Shandong en Chine. Il est le plus grand lac d'eau douce du nord du pays. Il se compose de quatre étendues d'eau reliées entre-elles: Weishan, Zhaoyang, Nanyang et Dushan. Il est long de 120 km et sa superficie est de 1 266 km².

## Galerie

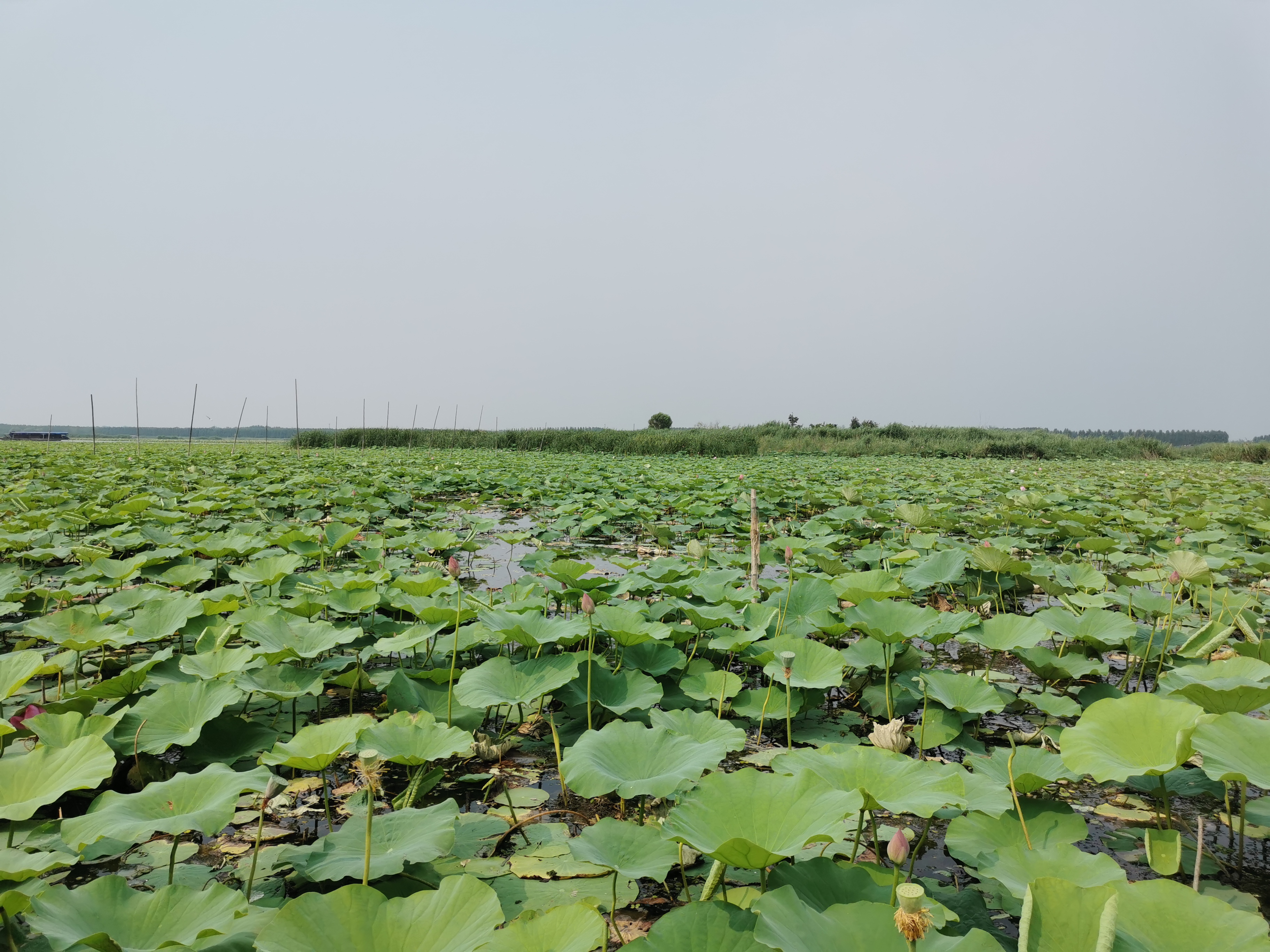
Lac Weishan
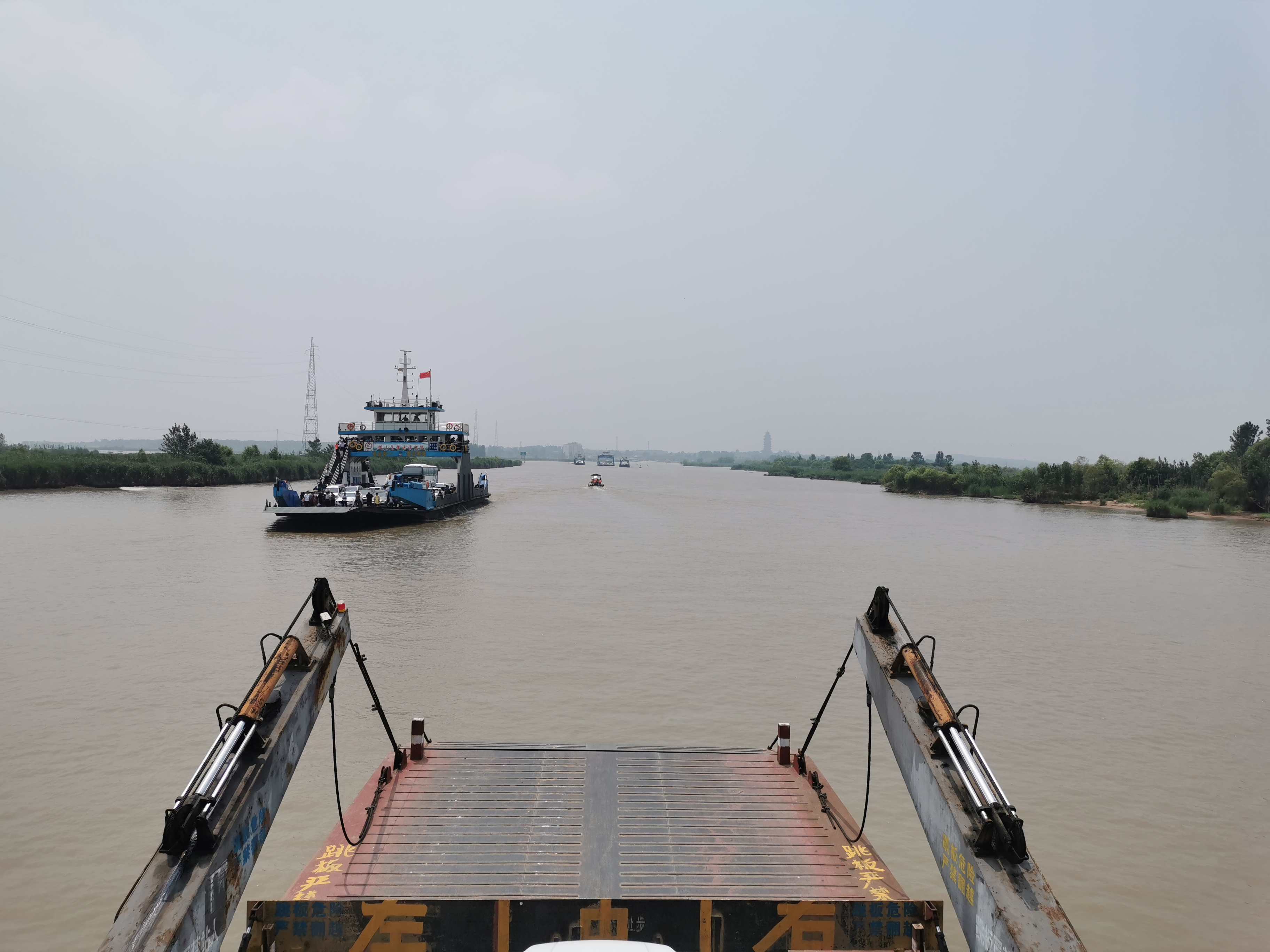
Les ferries du lac Weishan